# Nguyễn Ngọc Trường Sơn
Nguyễn Ngọc Trường Sơn (* 23. Februar 1990 in Rạch Giá, Vietnam) ist ein vietnamesischer Großmeister im Schach.
Im Jahr 2000 gewann er in Oropesa del Mar die Jugendweltmeisterschaft im Schach in der Altersklasse U10. Beim Schach-Weltpokal 2007 schied er in der ersten Runde gegen Loek van Wely aus, beim Schach-Weltpokal 2011 besiegte er in der ersten Runde Li Chao und scheiterte in der zweiten Runde an Pjotr Swidler. Beim Schach-Weltpokal 2013 überwand er in der ersten Runde Wladimir Hakobjan um in der zweiten Runde gegen Dmitri Andreikin auszuscheiden. Beim Schach-Weltpokal 2015 siegte er in der ersten Runde gegen Robert Kempiński und schied in der zweiten Runde gegen Jewgeni Tomaschewski aus. Beim Schach-Weltpokal 2017 schied er in der ersten Runde knapp gegen B. Adhiban aus, beim Schach-Weltpokal 2019 gegen Kirill Alexejenko.
Mit der vietnamesischen Nationalmannschaft nahm er bisher an sieben Schacholympiaden teil (2006 am dritten, 2008 am ersten und bei den Olympiaden 2010, 2012, 2014, 2016 und 2018 jeweils am zweiten Brett hinter Lê Quang Liêm). In der Einzelwertung erreichte er 2014 am zweiten Brett das beste Ergebnis.
In der chinesischen Mannschaftsmeisterschaft spielte er 2010 für den Guangdong Huateng Club, von 2011 bis 2015 für die Qingdao School und 2019 für Beijing.
| Hier fehlt eine Grafik, die leider im Moment aus technischen Gründen nicht angezeigt werden kann. Wir arbeiten daran! |